# All Souls Day: Dia de los muertos
All Souls Day: Dia de los muertos ist ein US-amerikanischer Horrorfilm von Jeremy Kasten aus dem Jahr 2005.

## Handlung
Im mexikanischen Dorf Santa Bonita entdeckt der herrische Großgrundbesitzer Vargas Diaz 1862 einen Schatz aus Gold. Am traditionellen Tag der Toten kommen die Einwohner während des Festes durch eine Explosion um. 90 Jahre später fährt Thomas White 1952 mit seiner Ehefrau Sarah und seinen beiden Kindern Ricky und Lilly nach Mexiko und macht in Santa Bonita für eine Übernachtung halt. Im einzigen Hotel des Dorfes werden sie von der sonderbaren Greisin Oleta und einer jungen Frau namens Martia empfangen. Ricky wird dabei von der alten Frau mit einer unverständlichen Formel verhext. Nachdem Lilly auf dem Zimmer ihren kleinen Bruder entdeckt hat, der inzwischen wie ein Zombie aussieht, flüchtet sie voller Angst auf die Straße, wo sie von der Dorfbevölkerung in Zombiegestalt überwältigt wird.
53 Jahre später, am 1. November im Jahr 2005, dem Tag der Toten, ist das Liebespaar Joss und Alicia mit dem Auto unterwegs. Da sie sich verfahren haben, halten sie in Santa Bonita, um nach dem Weg zu fragen. Dort fahren sie jedoch in eine Prozession, wobei sie eine Frau mit abgeschnittener Zunge treffen, die als Opfer dargebracht werden sollte. Der herbeigerufene Sheriff Blanco nimmt die Frau zu ihrem Schutz in Gewahrsam. Da das Auto fahruntauglich ist, nehmen sie ein Zimmer im Hotel, wo sie von denselben Frauen wie die Whites 53 Jahre zuvor empfangen werden. Joss ruft seinen Freund Tyler und dessen Freundin Erica an, um sie zu bitten, ihn und Alicia abzuholen. Im Badezimmer erscheint Alicia für einen kurzen Moment Ricky. Und auch sonst nehmen merkwürdige Dinge ihren Lauf.
Nachdem Tyler und Erica eingetroffen sind, beschließen alle, die Nacht irgendwo anders zu verbringen. Joss möchte den Sheriff informieren, entdeckt in dessen Büro aber nur die abgeschnittene Zunge der Frau. Entsetzt teilt er dies den anderen mit, und sie brechen in Panik auf. Doch vor dem Hotel haben sich bereits die Dorfbewohner, allesamt Zombies, versammelt. Alle vier verschanzen sich im Hotel. Bei einem Fluchtversuch werden Tyler und Erica getötet. Alicia erfährt von Martia, dass das gesamte Dorf verflucht ist. Vargas Diaz hat 1862 durch den Schatzfund ewiges Leben erlangt, allerdings auf Kosten der übrigen Bevölkerung, die er in die Luft sprengte. Die Getöteten versuchen sich nun alljährlich am Tag der Toten zu rächen. Alicia entdeckt einen Nebenraum, in dem Vargas Diaz liegt, an seiner Seite die Greisin und Ehefrau Oleta. Sie lässt die Zombies ins Hotel, die nun über Vargas herfallen und ihn töten. Somit ist der Fluch besiegt, und Martia, Vargas’ Stieftochter, zerfällt zu Staub. Joss und Alicia sind gerettet.

## Kritik
„Jeremy Kastens ‚Horror in the Attic‘ war ein subtiler, verschrobener Gruselfilm, der einige Hoffnung bei Horror-Arthäuslern weckte. Darauf folgte ‚Wizard of Gore‘, der auch noch verschroben, aber nicht mehr ganz so subtil war. ‚All Souls Day‘ nun ist überhaupt nicht mehr subtil, sondern lässt das angesagte ‚Wrong Turn‘-Modell unter viel Blutvergießen und etwas Komik auf das nicht minder populäre Zombiemotiv prallen. Gut möglich, dass viele Fans so etwas von Anfang an lieber gehabt hätten. Rundes Horroractionvergnügen mit dem einen oder anderen originellen Ansatz.“